# Liste der Regionalbahnstationen im Hamburger Verkehrsverbund

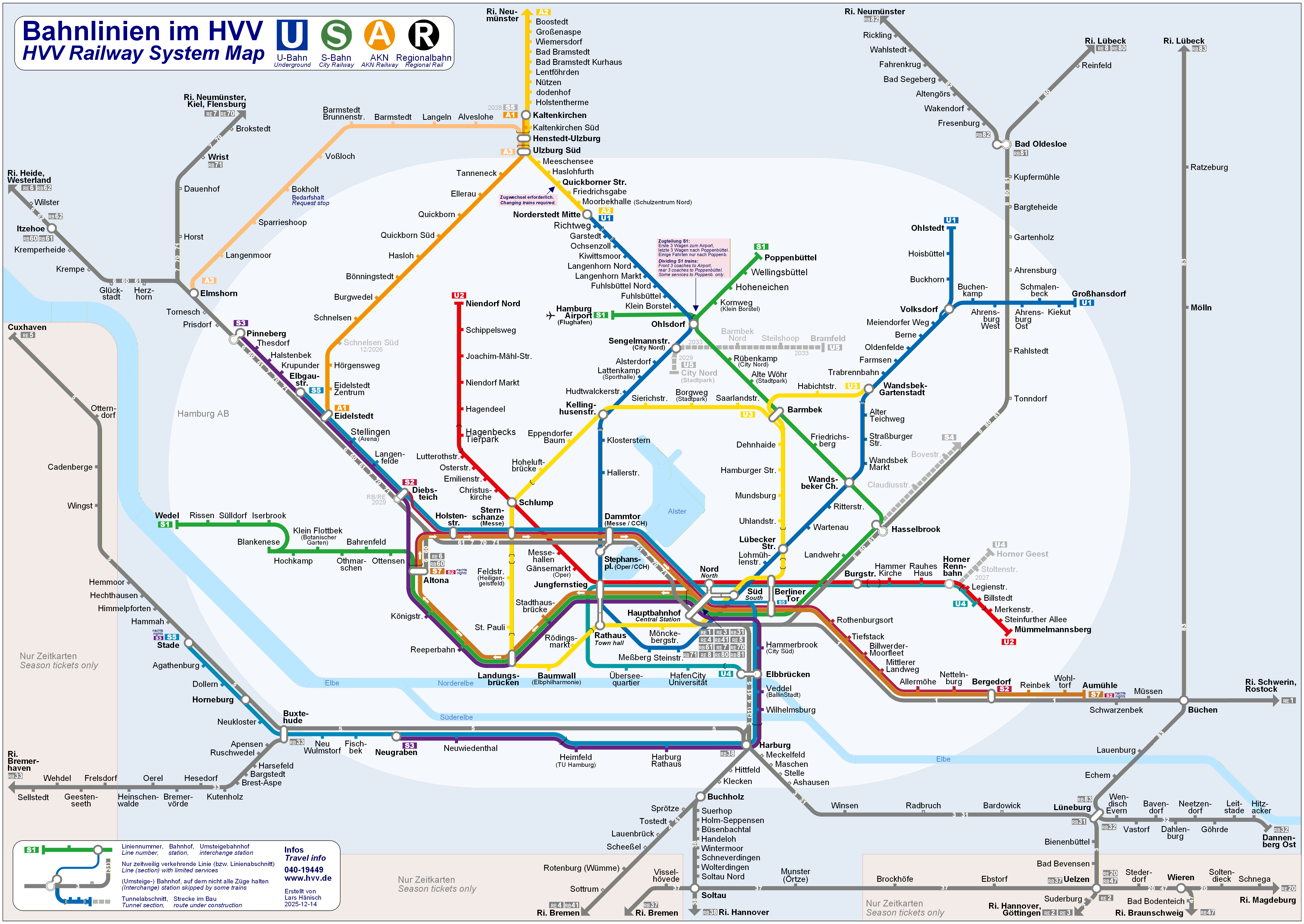
Bahnlinien im HVV-Tarif

Das Liniensymbol der Regionalbahnverbindungen

Dies ist eine Liste aller Regionalbahnstationen innerhalb des Hamburger Verkehrsverbundes (HVV).
| Inhaltsverzeichnis   | Inhaltsverzeichnis                                                            |
| -------------------- | ----------------------------------------------------------------------------- |
| RE1                  | Hamburg Hbf–Büchen–Schwerin Hbf–Rostock Hbf                                   |
| RE3, RB31            | Hamburg Hbf–Lüneburg–Uelzen-(Hannover Hbf)                                    |
| RB32                 | Lüneburg–Göhrde–Hitzacker–Dannenberg Ost                                      |
| RB33                 | Buxtehude–Bremervörde–Bremerhaven Hbf(-Cuxhaven)                              |
| RB38                 | (Hamburg-Harb.)–Buchholz–Soltau–Hannover Hbf                                  |
| RE4, RB41            | Hamburg Hbf–Buchholz–Tostedt–Bremen Hbf                                       |
| RE5                  | Hamburg Hbf–Buxtehude–Stade–Cuxhaven                                          |
| RE6, RB61, RB71      | Hamburg Hbf/Hamburg-Altona–Pinneberg–Elmshorn–Husum–Westerland („Marschbahn“) |
| RE7, RE70, RB71      | Hamburg Hbf/Hamburg-Altona–Pinneberg–Elmshorn–Neumünster–Kiel/Flensburg       |
| RE8, RE8X RE80, RB81 | Hamburg Hbf–Ahrensburg–Bad Oldesloe–Lübeck Hbf–(Lübeck-Travemünde Strand)     |
| RB82                 | Bad Oldesloe–Bad Segeberg–Neumünster                                          |
| RE83                 | Lüneburg–Büchen–Lübeck Hbf–Kiel Hbf                                           |

## RE1
Hamburg Hbf – Büchen (– Schwerin Hbf – Bad Kleinen – Rostock Hbf)
Betreiber der Linie ist DB Regio Nordost. Die Züge verkehren auf der Strecke Hamburg Hbf und Schwerin/Rostock (Hanse-Express) mit E-Loks der Baureihe 146 und Doppelstockwagen.
| RE1 | Station           | Umsteigemöglichkeiten | Tarifzone |
| --- | ----------------- | --- | --------- |
| X   | Hamburg Hbf       | RE3, RB31, RE4, RB41, RE5, RB61, RE7, RE70, RE8, RE80, RB81, X35, X80, 2, 3, 5, 6, 16, 17, 18, 19, 112, 120, 122, 124, 224, 606, 607, 608, 609, 610, 640, 641             | 000       |
| X   | Hamburg-Bergedorf | X30, X32, X80, 12, 29, 221, 321, 122, 222, 223, 124, 224, 225, 127, 227, 228, 329, 829, 332, 234, 534, 135, 235, 335, 535, 136, 137, 4400, 8800, 8890, 609, 610, 629, 649 | 506       |
| X   | Schwarzenbek      | 8810, 8860, 8870, 8880 | 706       |
| X   | Müssen            | 8832, 8833, 8834, 8835 | 716       |
| X   | Büchen            | RE83, 8830, 8831, 8840, 8850, 8852, 8859 | 726       |

## RE3, RB31
Hamburg Hbf – Winsen (Luhe) – Lüneburg – Uelzen (– Hannover)
Betrieben werden diese Linien – sie gehören zum Hanse-Netz – durch die Metronom Eisenbahngesellschaft. Die Linie RE3 fährt zwischen Hamburg und Uelzen, die Linie RB31 mit Halt an allen Bahnstationen zwischen Hamburg und Lüneburg. Es werden Doppelstockwagen und E-Loks der Baureihe 146 aus dem Fahrzeugpool der LNVG eingesetzt.
| RE3 | RB31 | Station         | Umsteigemöglichkeiten | Tarifzone |
| --- | ---- | --------------- | --- | --------- |
| X   | X    | Hamburg Hbf     | RE1, RE4, RB41, RE5, RB61, RE7, RE70, RE8, RE80, RB81, X35, X80, 2, 3, 5, 6, 16, 17, 18, 19, 112, 120, 122, 124, 224, 606, 607, 608, 609, 610, 640, 641 | 000       |
| X   | X    | Hamburg-Harburg | RE4, RB41, RE5, X30, 14, 340, 141, 241, 142, 143, 443, 543, 544, 145, 245, 345, 146, 149, 349, 152, 153, 154, 157, 4148, 4200, 4210, 640, 641           | 308       |
|     | X    | Meckelfeld      | 343, 443, 4661 | 408       |
|     | X    | Maschen         | | 408       |
|     | X    | Stelle          | 4663 | 408       |
|     | X    | Ashausen        | | 408       |
| X   | X    | Winsen (Luhe)   | 149, 4001, 4002, 4003, 4405, 4406, 4407, 4408, 4714, 5402                                                                                               | 707       |
|     | X    | Radbruch        | 5403, 5404 | 727       |
|     | X    | Bardowick       | 5002, 5403, 5404 | 807       |
| X   | X    | Lüneburg        | RB32, RE83, 4714, 5001, 5002, 5003, 5006, 5007, 5009, 5010, 5013, 5015, 5120, 5200, 5201, 5202, 5402, 5600, 5606, 5610, 5620, 5700, 5901, 5931          | 807       |
| X   |      | Bienenbüttel    | 5605 | 1007      |
| X   |      | Bad Bevensen    | | 1107 *    |
| X   |      | Uelzen          | RE2, RB37, RB47, RE20 | 1207 *    |
| RE2 |      | Suderburg       | | 1207 *    |

## RB32
Lüneburg – Göhrde – Dannenberg Ost
Betreiber der Linie ist erixx. Sie befährt die Bahnstrecke Wittenberge–Buchholz.
| RB32 | Station        | Umsteigemöglichkeiten                                                                         | Tarifzone |
| ---- | -------------- | --------------------------------------------------------------------------------------------- | --------- |
| X    | Lüneburg       | RE3, RB31, RE83, 5001, 5002, 5003, 5007, 5010, 5011, 5012, 5014, 5015, 5100, 5201, 5304, 5605 | 807       |
| X    | Wendisch Evern |                                                                                               | 837       |
| X    | Vastorf        |                                                                                               | 837       |
| X    | Bavendorf      |                                                                                               | 827       |
| X    | Dahlenburg     | 5302, 5303                                                                                    | 917       |
| X    | Göhrde         |                                                                                               | 917       |
| X    | Leitstade      |                                                                                               | 1017      |
| X    | Hitzacker      | 5304                                                                                          | 1017      |
| X    | Dannenberg Ost | 5304                                                                                          | 1027      |

## RB33
Buxtehude – Bremervörde – Bremerhaven Hbf – Cuxhaven
Betreiber der Linie sind die Eisenbahnen und Verkehrsbetriebe Elbe-Weser (EVB). Die Züge bestehen aus Triebwagen der Baureihe 648 (LINT 41) aus dem Fahrzeugpool der LNVG.
| RB33 | Station        | Umsteigemöglichkeiten                                                       | Tarifzone |
| ---- | -------------- | --------------------------------------------------------------------------- | --------- |
| X    | Buxtehude      | RE5, 2030, 2035, 2036, 2038, 2040, 2101, 2102, 2103, 2104, 2105, 2711, 2719 | 709       |
| X    | Apensen        |                                                                             | 739       |
| X    | Ruschwedel     |                                                                             | 739, 749  |
| X    | Harsefeld      | 2029, 2330, 2331, 2332, 2333, 2703, 2713                                    | 749       |
| X    | Bargstedt      | 2330                                                                        | 749, 759  |
| X    | Brest-Aspe     |                                                                             | 759, 819  |
| X    | Kutenholz      | 2310, 2331                                                                  | 819       |
| X    | Hesedorf       |                                                                             | 959       |
| X    | Bremervörde    | „Moorexpress“                                                               | 959       |
| X    | Oerel          |                                                                             | 1059      |
| X    | Heinschenwalde |                                                                             | 1059      |
| X    | Frelsdorf      |                                                                             | 1159 *    |
| X    | Geestenseth    |                                                                             | 1259 *    |
| X    | Wehdel         |                                                                             | 1259 *    |
| X    | Sellstedt      |                                                                             | 1259 *    |

## RB38
Buchholz – Handeloh – Soltau (Han) – Hannover Hbf
Betreiber der Linie ist seit Ende 2021 die Regionalverkehre Start Deutschland GmbH, ein Tochterunternehmen der DB Regio. Sie setzt Triebwagen der Baureihe 648 (LINT 41) aus dem Fahrzeugpool der LNVG ein.
| RB38       | Station                   | Umsteigemöglichkeiten | Tarifzone |
| ---------- | ------------------------- | --- | --------- |
| nur Sa, So | Hamburg-Harburg           | RE3, RB31, RE4, RB41, RE5, X30, 14, 340, 141, 241, 142, 143, 443, 543, 544, 145, 245, 345, 146, 149, 349, 152, 153, 154, 157, 4148, 4200, 4210, 640, 641 | 308       |
| X          | Buchholz in der Nordheide | RE4, RB41, 4037, 4101, 4102, 4103, 4200, 4408, AST-Buchholz                                                                                              | 708       |
| X          | Suerhop                   | 4101, AST-Buchholz | 708       |
| X          | Holm-Seppensen            | 4103, AST-Buchholz | 708       |
| X          | Büsenbachtal              | 4631, 4641, AST-Tostedt | 708, 718  |
| X          | Handeloh                  | 4631, 4641, AST-Tostedt | 808       |
| X          | Wintermoor                | 101, 156, AST-Schneverdingen | 838       |
| X          | Schneverdingen            | 100, 101, 102, 103, 104, 105, 106, 156, AST-Schneverdingen                                                                                               | 838       |
| X          | Wolterdingen              | 106, 156 | 1028      |
| X          | Soltau Nord               | 106, 154 | 1028      |
| X          | Soltau                    | RB37, 106, 154, 205, 253, 254, 255, 256, 305, 355 | 1028      |

## RE4, RB41
Hamburg Hbf – Buchholz – Tostedt – Rotenburg (Wümme) – Bremen Hbf
Betrieben werden diese Linien – sie gehören zum Hanse-Netz – durch die Metronom Eisenbahngesellschaft. Die Züge zwischen Hamburg und Bremen werden aus Doppelstockwagen und E-Loks der Baureihe 146 aus dem Fahrzeugpool der LNVG gebildet.
| RE4 | RB41 | Station                   | Umsteigemöglichkeiten | Tarifzone |
| --- | ---- | ------------------------- | --- | --------- |
| X   | X    | Hamburg Hbf               | RE1, RE3, RB31, RE5, RB61, RE7, RE70, RE8, RE80, RB81, X35, X80, 2, 3, 5, 6, 16, 17, 18, 19, 112, 120, 122, 124, 224, 606, 607, 608, 609, 610, 640, 641 | 000       |
| X   | X    | Hamburg-Harburg           | RE3, RB31, RE5, RB38, X30, 14, 340, 141, 241, 142, 143, 443, 543, 544, 145, 245, 345, 146, 149, 349, 152, 153, 154, 157, 4148, 4200, 4210, 640, 641     | 308       |
|     | X    | Hittfeld                  | 345, 348, 4148, 4624, 4661 | 408       |
|     | X    | Klecken                   | 4210, 4603, 4609 | 408       |
| X   | X    | Buchholz in der Nordheide | RB38, 4037, 4101, 4102, 4103, 4200, 4408, AST-Buchholz                                                                                                  | 708       |
|     | X    | Sprötze                   | 4037, 4621, 4622 | 708       |
| X   | X    | Tostedt                   | 3860, 4710, 4621, 4801, 4860, 4881, 4890 | 808       |
|     | X    | Lauenbrück                | | 1008      |
|     | X    | Scheeßel                  | | 1018      |
| X   | X    | Rotenburg (Wümme)         | RB76 | 1108 ***  |
|     | X    | Sottrum                   | | 1208 ***  |

## RE5
Hamburg Hbf – Buxtehude – Stade – Cuxhaven
Betrieben wird die Linie durch Regionalverkehre Start Deutschland GmbH. Es werden Doppelstockwagen und Dieselloks der Baureihe 246 aus dem Fahrzeugpool der LNVG eingesetzt. Die Linie befährt die Unterelbebahn.
| RE5 | Station         | Umsteigemöglichkeiten | Tarifzone |
| --- | --------------- | --- | --------- |
| X   | Hamburg Hbf     | RE1, RE3, RB31, RE4, RB41, RB61, RE7, RE70, RE8, RE80, RB81, X35, X80, 2, 3, 5, 6, 16, 17, 18, 19, 112, 120, 122, 124, 224, 606, 607, 608, 609, 610, 640, 641 | 000       |
| X   | Hamburg-Harburg | RE3, RB31, RE4, RB41, RB38, X30, 14, 340, 141, 241, 142, 143, 443, 543, 544, 145, 245, 345, 146, 149, 349, 152, 153, 154, 157, 4148, 4200, 4210, 640, 641     | 308       |
| X   | Buxtehude       | RB33, 2030 2035, 2036, 2040, 2038, 2101, 2102, 2103, 2104, 2105, 2711, 2719                                                                                   | 709       |
| X   | Horneburg       | 2053, 2063, 2064, 2375, 2706, 2707 | 719, 729  |
| X   | Stade           | 1824, 2001, 2002, 2004, 2005, 2006, 2007, 2008, 2011, 2021, 2025, 2026, 2027, 2028, 2050, 2051, 2060, 2061, 2365, 2370, 2072, 2708, 2718                      | 809       |
| X   | Hammah          | 2068 | 909       |
| X   | Himmelpforten   | 2027, 2065 | 919       |
| X   | Hechthausen     | | 1009      |
| X   | Hemmoor         | | 1009      |
| X   | Wingst          | | 1109 **** |
| X   | Cadenberge      | | 1109 **** |
| X   | Otterndorf      | | 1209 **** |
| X   | Cuxhaven        | RB33, KVG Stade, Fähre nach Helgoland | 1219 **** |

## RE6, RB61, RB71
Hamburg Hbf – / Hamburg-Altona – Pinneberg – Elmshorn – Itzehoe – Husum – Westerland
Betreiber der Linien sind DB Regio Schleswig-Holstein und die Nordbahn Eisenbahngesellschaft.
DB Regio Schleswig-Holstein betreibt die Züge von und nach Westerland/Sylt (RE6). Die Züge der bestehen aus den eigen für diese Strecke entwickelten Married-Pair-Wagen, die von Dieselloks der Baureihe 245 gezogen werden.
Die Nordbahn Eisenbahngesellschaft (NBE) betreibt die Linien von Hamburg-Hauptbahnhof nach Itzehoe (RB61) und von Hamburg-Altona nach Wrist (RB71). Hier setzt sie den Stadler Flirt ein.
| RE6 | RB61 | RB71 | Station                     | Umsteigemöglichkeiten | Tarifzone |
| --- | ---- | ---- | --------------------------- | --- | --------- |
|     | X    |      | Hamburg Hbf                 | RE1, RE3, RB31, RE4, RB41, RE5, RE7, RE70, RE8, RE80, RB81, X35, X80, 2, 3, 5, 6, 16, 17, 18, 19, 112, 120, 122, 124, 224, 7500, 606, 607, 608, 609, 610, 640, 641 | 000       |
|     | X    |      | Hamburg Dammtor (Messe/CCH) | 4, 5, 19, 114, 603, 604, 605 | 000       |
| X   |      | X    | Hamburg-Altona              | X86, 1, 2, 15, 16, 20, 25, 111, 112, 113, 115, 215, 150, 250, 183, 288, 600, 601, 609, 621, 688                                                                    | 101       |
|     | X    | X    | Pinneberg                   | 185, 285, 594, 195, 295, 395, 6663 | 402, 502  |
|     | X    | X    | Prisdorf                    | | 502       |
|     | X    | X    | Tornesch                    | X66, 6661, 6667, 6668 | 601       |
| X   | X    | X    | Elmshorn                    | RE7, RE70, 185, 489, 6500, 6501, 6502, 6503, 6504, 6505, 6523, 6533                                                                                                | 602       |
|     | X    | X    | Herzhorn                    | 6530 | 701       |
|     | X    | X    | Glückstadt                  | 6530, 6560, 6580 | 701       |
|     | X    | X    | Krempe                      | 6520 | 701       |
|     | X    | X    | Kremperheide                | 6105 | 802       |
| X   | X    | X    | Itzehoe                     | 6101, 6102, 6103, 6104, 6105, 6106, 6150, 6160, 6170, 6171, 6180, 6193, 6520, 6525, 6550, 6553, 6610                                                               | 802       |

## RE7, RE70, RB71
Hamburg Hbf – / Hamburg-Altona – Pinneberg – Elmshorn – Neumünster – Kiel / – Flensburg
Betreiber der Linien nach Flensburg und Kiel ist die DB Regio Schleswig-Holstein. Es wird mit Triebwagen des Typs Bombardier Twindexx Vario gefahren. Der RE7 wird in Neumünster geflügelt, dabei verkehrt ein Zugteil von Hamburg Hbf über Neumünster nach Flensburg, der andere von Hamburg Hbf über Neumünster nach Kiel Hbf.
Die Nordbahn Eisenbahngesellschaft (NBE) fährt die Züge bis Wrist.
| RE7 | RE70 | RB71 | Station                     | Umsteigemöglichkeiten | Tarifzone |
| --- | ---- | ---- | --------------------------- | --- | --------- |
| X   | X    |      | Hamburg Hbf                 | RE1, RE3, RB31, RE4, RB41, RE5, RB61, RE8, RE80, RB81, X35, X80, 2, 3, 5, 6, 16, 17, 18, 19, 112, 120, 122, 124, 224, 7500, 606, 607, 608, 609, 610, 640, 641 | 000       |
| X   | X    |      | Hamburg Dammtor (Messe/CCH) | 4, 5, 19, 114, 603, 604, 605 | 000       |
|     |      | X    | Hamburg-Altona              | X86, 1, 2, 15, 16, 20, 25, 111, 112, 113, 115, 215, 150, 250, 183, 288, 600, 601, 609, 621, 688                                                               | 101       |
| X*  |      | X    | Pinneberg                   | 185, 285, 594, 195, 295, 395, 6663 | 402, 502  |
|     |      | X    | Prisdorf                    | | 502       |
|     |      | X    | Tornesch                    | X66, 6661, 6667, 6668 | 601       |
| X   | X    | X    | Elmshorn                    | RE6, RB61, 185, 489, 6500, 6501, 6502, 6503, 6504, 6505, 6506, 6523, 6533                                                                                     | 602       |
|     |      | X    | Horst (Holstein)            | 6525, 6550, 6551, 6555, 6557 | 602       |
|     |      | X    | Dauenhof                    | 6544, 6557 | 702       |
|     | X    | X    | Wrist                       | 6180, 6182, 6191, 6193, 7500, 7503 | 802, 803  |
|     | X    |      | Brokstedt                   | 6182, 6192, 7506 | 1002      |

*Halt in Pinneberg nur bei einzelnen Fahrten

## RE8, RE8X, RE80, RB81
Hamburg Hbf – Ahrensburg – Bad Oldesloe – Lübeck Hbf (– Lübeck-Travemünde Strand)
Betreiber dieser Linie ist die DB Regio Schleswig-Holstein. Die Züge der RE8, RE8X und RE80 bestehen aus vierteiligen Triebzügen des Typs Stadler KISS, die entweder in Einzel- oder Doppeltraktion verkehren. Auf der Linie RB81 kommen Züge aus 6 Doppelstockwagen und einer Lokomotive der Baureihe 112 oder 146 zum Einsatz. Die Strecke ist Teil der „Vogelfluglinie“ von Hamburg nach Kopenhagen.
| RE8 | RE8X | RE80 | RB81 | Station               | Umsteigemöglichkeiten | Tarifzone |
| --- | ---- | ---- | ---- | --------------------- | --- | --------- |
| X   | X    | X    | X    | Hamburg Hbf           | RE1, RE3, RB31, RE4, RB41, RE5, RB61, RE7, RE70, X35, X80, 2, 3, 5, 6, 16, 17, 18, 19, 112, 120, 122, 124, 224, 606, 607, 608, 609, 610, 640, 641 | 000       |
|     | X    |      | X    | HH-Hasselbrook        | 116 | 105       |
|     |      |      | X    | HH-Tonndorf           | 9, 27, 29, 167, 608 | 205       |
|     |      |      | X    | HH-Rahlstedt          | 9,16, 24, 26, 29,162, 362, 562, 264, 364, 168, 368, 275, 608                                                                                      | 305       |
|     |      | X    | X    | Ahrensburg            | 268, 568, 668, 169, 269, 369, 469, 569, 669, 769, 869, 474, 376, 476, 576, 776, 906, 8110                                                         | 505       |
|     |      |      | X    | Ahrensburg-Gartenholz | 169, 569, 669, 769 | 505       |
|     |      |      | X    | Bargteheide           | 917, 8112, 8115, 627 | 605       |
|     |      |      | X    | Kupfermühle           | 8116 | 605       |
| X   |      | X    | X    | Bad Oldesloe          | RB82, 7141, 8101, 8102, 8103, 8104, 8105, 8110, 8115, 8120, 8121, 8122, 8140, 8142, 8145, 8146, 8160, 8170, 8171, 8180, 8182, 8740                | 705       |
| X   |      | X    |      | Reinfeld (Holst)      | 8130, 8131, 8132, 8133, 8134 | 805       |

## RB82
Bad Oldesloe – Bad Segeberg – Neumünster
Betreiber ist die Nordbahn Eisenbahngesellschaft (NBE). Die Züge bestehen aus Triebzügen des Typs Stadler Flirt Akku, die entweder in Einzel- oder Doppeltraktion verkehren.
| RB82 | Station      | Umsteigemöglichkeiten | Tarifzone |
| ---- | ------------ | --- | --------- |
| X    | Bad Oldesloe | RE8, RE80, RB81, 7141, 8101, 8102, 8103, 8104, 8105, 8110, 8115, 8120, 8121, 8122, 8140, 8142, 8145, 8146, 8160, 8170, 8171, 8180, 8182, 8740 | 705       |
| X    | Fresenburg   | | 705       |
| X    | Wakendorf    | 7670, 7671 | 724       |
| X    | Altengörs    | 7650, 7651, 7670 | 724       |
| X    | Bad Segeberg | 410, 411, 7530, 7540, 7550, 7551, 7570, 7600, 7650, 7651, 7660, 7670, 7700, 7701, 7705, 7751, 7752, 7900, 7930, 7950                          | 804       |
| X    | Fahrenkrug   | 7900, 7930 | 804       |
| X    | Wahlstedt    | | 804       |
| X    | Rickling     | 7910, 7915, 7930, 7940 | 823       |

## RE83
Lüneburg – Büchen – Lübeck Hbf – Kiel Hbf
Betreiber der Linie ist erixx Holstein. Es verkehren Triebwagen des Typs Stadler Flirt Akku.
| RE83 | Station        | Umsteigemöglichkeiten                                                                         | Tarifzone |
| ---- | -------------- | --------------------------------------------------------------------------------------------- | --------- |
| X    | Lüneburg       | RE3, RB31, RB32, 5001, 5002, 5003, 5007, 5010, 5011, 5012, 5014, 5015, 5100, 5201, 5304, 5605 | 807       |
| X    | Echem          | 5902, 5931                                                                                    | 717       |
| X    | Lauenburg      | 138, 338, 515, 5931                                                                           | 616       |
| X    | Büchen         | RE1, 8830, 8831, 8840, 8841, 8852                                                             | 726       |
| X    | Mölln (Lauenb) | 8511, 8513, 8515, 8550, 8551, 8552, 8580, 8581, 8590, 8710, 8806, 8810                        | 816       |
| X    | Ratzeburg      | 131, 8501, 8502, 8710, 8730, 8740, 8750, 8756, 8790                                           | 906       |